# Radionica
La radionica o radiònica è una forma di medicina alternativa che si basa sull'idea che i campi energetici dell'organismo umano possano essere letti attraverso strumenti specializzati e utilizzati per diagnosticare e trattare vari disturbi. La pratica della radionica si basa sull'uso di dispositivi chiamati strumenti radionici.
Questi strumenti si dice siano in grado di percepire e manipolare l'energia sottostante del corpo umano, così come dei suoi chakra e campi energetici.
Il concetto alla base della radionica ebbe origine con due libri pubblicati dal medico americano Albert Abrams nel 1909 e nel 1910.
Mentre alcuni sostengono che la radionica sia efficace nel diagnosticare e trattare una varietà di disturbi, la comunità medica tradizionale considera questa pratica non valida in termini scientifici e non supportata da prove dimostrative. 